# Myles Smith
Myles Smith (Luton, 3 giugno 1998) è un cantautore britannico, noto per aver raggiunto il successo mondiale con la hit Stargazing (2024), brano contenuto nell'EP A Minute..., che gli ha garantito il BRIT Award alla star in ascesa.

## Discografia

### EP
- 2024 - You Promised a Lifetime
- 2024 - A Minute...
- 2025 - A Minute, a Moment...

### Singoli
- 2023 - Memories (I Don't Have)
- 2023 - My Home
- 2023 - Solo
- 2023 - Behind
- 2024 - River
- 2024 - Betting on Us
- 2024 - Stargazing
- 2024 - Wait for You
- 2024 - Whisper
- 2024 - Nice to Meet You
- 2025 - Blink Twice (feat. Shaboozey)
- 2025 - My First Heartbreak
- 2025 - Gold

## Riconoscimenti
- BRIT Awards[4]
  - 2025 – Candidatura al Miglior artista pop
  - 2025 – Candidatura alla Canzone britannica dell'anno per Stargazing
  - 2025 – Candidatura al Miglior nuovo artista
  - 2025 – Stella nascente